# Mana Neyestani
Mana Neyestani, né en 1973, à Téhéran, est un dessinateur et illustrateur iranien.

## Biographie
Après des études en architecture à l'université de Téhéran, Neyestani commence sa carrière de dessinateur professionnel en 1989. Il travaille pour différents journaux et magazines dont le journal iranien Zan. Ses dessins sont publiés régulièrement sur le site Radio Zamaneh.
D'origine azérie,,,,, Mana est le fils d'un célèbre poète iranien. Son frère, Touka Neyestani, est également dessinateur. En 2006, à la suite de la publication d'un dessin qu'il réalise accompagnant un article, des émeutes vraisemblablement organisées par le régime de Mahmoud Ahmadinejad[réf. nécessaire] se produisent en Iran, notamment dans les villes de Tabriz et Ourmia. La communauté azérie se sent insultée par un dessin représentant un cafard prononçant un mot en azéri. Le dessinateur et son éditeur Mehrdad Qasemfar sont arrêtés, Neyestani sera libéré au bout de trois mois. Il raconte cet épisode dans Une métamorphose iranienne, édité en 2012. 
Après avoir fui l'Iran où il se sentait menacé, il passe par Dubaï, la Turquie, et enfin la Malaisie où il habite jusqu'en 2010. Mana Neyestani rejoint la France en 2011 et vit depuis lors à Paris, avec le statut de réfugié politique. Il consacre une de ses BD autobiographique aux difficultés liées à ce statut, le Petit manuel du parfait réfugié politique, édité en 2015.

## Publications
- Une métamorphose iranienne, bande dessinée autobiographique, éditions Çà et là et Arte éditions, 2012, 200 pages.
- Tout va bien !, dessins de presse, éditions Çà et là et Arte éditions, 2013, 400 pages.
- Petit manuel du parfait réfugié politique, bande dessinée autobiographique, éditions Çà et là, 2015, 144 pages.
- L'araignée de Mashhad, Bussy-Saint-Georges/Issy-les-Moulineaux, Çà et là et Arte éditions, 2017, 164 p. (ISBN 978-2-36990-238-6)